# Bertrange (Moselle)
Pour les articles homonymes, voir Bertrange.
Bertrange [prononcé Bertréng ou Bertréngen en Platt (francique lorrain)] est une commune française située dans le département de la Moselle, en région Grand Est. Le lieu-dit d'Imeldange est intégré à la commune parfois nommée Bertrange-Imeldange.

## Géographie
La commune qui borde la Moselle se trouve à 6 km de Thionville, deuxième ville du département de la Moselle. Au cœur du bassin thionvillois, Bertrange jouit de la proximité des commerces et grâce à son accès rapide à l'autoroute A31, qui permet une circulation rapide. Le plus haut point du village se situe à la sortie Est de Bertrange, en direction de Stuckange, sur la colline du « Kampbierg » qui culmine à 217 m d'altitude.

### Hydrographie
La commune est située dans le bassin versant du Rhin au sein du bassin Rhin-Meuse. Elle est drainée par la Moselle, la Moselle canalisée, la Sée, le ruisseau du Moulin de Brouck, le ruisseau le Graben et le ruisseau le Thilbach.
La Moselle, d’une longueur totale de 560 kilomètres, dont 315 kilomètres en France, prend sa source dans le massif des Vosges au col de Bussang et se jette dans le Rhin à Coblence en Allemagne.
La Moselle canalisée, d'une longueur totale de 135,2 km, prend sa source dans la commune de Pont-Saint-Vincent et se jette  dans la Moselle à Kœnigsmacker, après avoir traversé 61 communes.
La Sée, d'une longueur totale de 10,9 km, prend sa source dans la commune de Luttange et se jette  dans la Moselle en limite de Bertrange et d'Illange, face à Uckange, après avoir traversé sept communes.

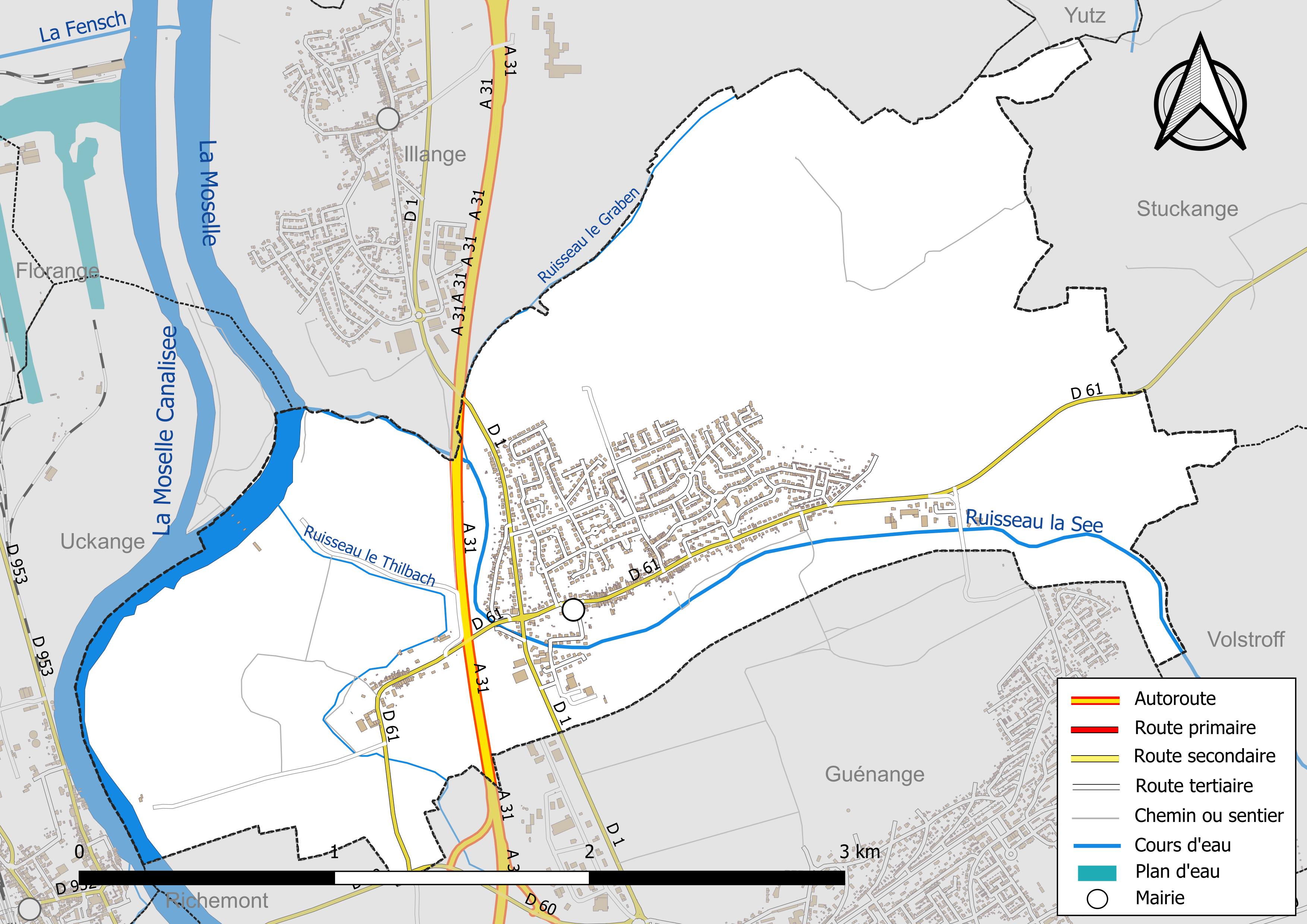
Réseaux hydrographique et routier de Bertrange.

La qualité des eaux des principaux cours d’eau de la commune, notamment de la Moselle, de la Moselle canalisée et du ruisseau la See, peut être consultée sur un site dédié géré par les agences de l’eau et l’Agence française pour la biodiversité.

### Climat
Pour des articles plus généraux, voir Climat du Grand Est et Climat de la Moselle.
En 2010, le climat de la commune est de type climat des marges montargnardes, selon une étude du Centre national de la recherche scientifique s'appuyant sur une série de données couvrant la période 1971-2000. En 2020, Météo-France publie une typologie des climats de la France métropolitaine dans laquelle la commune est exposée à un climat semi-continental et est dans la région climatique  Lorraine, plateau de Langres, Morvan, caractérisée par un hiver rude (1,5 °C), des vents modérés et des brouillards fréquents en automne et hiver. 
Pour la période 1971-2000, la température annuelle moyenne est de 9,6 °C, avec une amplitude thermique annuelle de 16,8 °C. Le cumul annuel moyen de précipitations est de 764 mm, avec 12,4 jours de précipitations en janvier et 9,4 jours en juillet. Pour la période 1991-2020, la température moyenne annuelle observée sur la station météorologique de Météo-France la plus proche, « Malancourt », sur la commune d'Amnéville à 6 km à vol d'oiseau, est de 10,2 °C et le cumul annuel moyen de précipitations est de 884,1 mm. 
La température maximale relevée sur cette station est de 39,3 °C, atteinte le 25 juillet 2019 ; la température minimale est de −17,9 °C, atteinte le 5 janvier 1985,,. 
Les paramètres climatiques de la commune ont été estimés pour le milieu du siècle (2041-2070) selon différents scénarios d'émission de gaz à effet de serre à partir des nouvelles projections climatiques de référence DRIAS-2020. Ils sont consultables sur un site dédié publié par Météo-France en novembre 2022.

## Urbanisme

### Typologie
Au 1er janvier 2024, Bertrange est catégorisée ceinture urbaine, selon la nouvelle grille communale de densité à sept niveaux définie par l'Insee en 2022.
Elle appartient à l'unité urbaine de Guénange, une agglomération intra-départementale regroupant deux  communes, dont elle est une commune de la banlieue,,. Par ailleurs la commune fait partie de l'aire d'attraction de Luxembourg (partie française), dont elle est une commune de la couronne,. Cette aire, qui regroupe 115 communes, est catégorisée dans les aires de 700 000 habitants ou plus (hors Paris),.

### Occupation des sols
L'occupation des sols de la commune, telle qu'elle ressort de la base de données européenne d’occupation biophysique des sols Corine Land Cover (CLC), est marquée par l'importance des territoires agricoles (55,9 % en 2018), en diminution par rapport à 1990 (62 %). La répartition détaillée en 2018 est la suivante : 
terres arables (55,4 %), zones urbanisées (20,5 %), forêts (15,4 %), milieux à végétation arbustive et/ou herbacée (5,8 %), eaux continentales (2,5 %), prairies (0,5 %). L'évolution de l’occupation des sols de la commune et de ses infrastructures peut être observée sur les différentes représentations cartographiques du territoire : la carte de Cassini (XVIIIe siècle), la carte d'état-major (1820-1866) et les cartes ou photos aériennes de l'IGN pour la période actuelle (1950 à aujourd'hui).

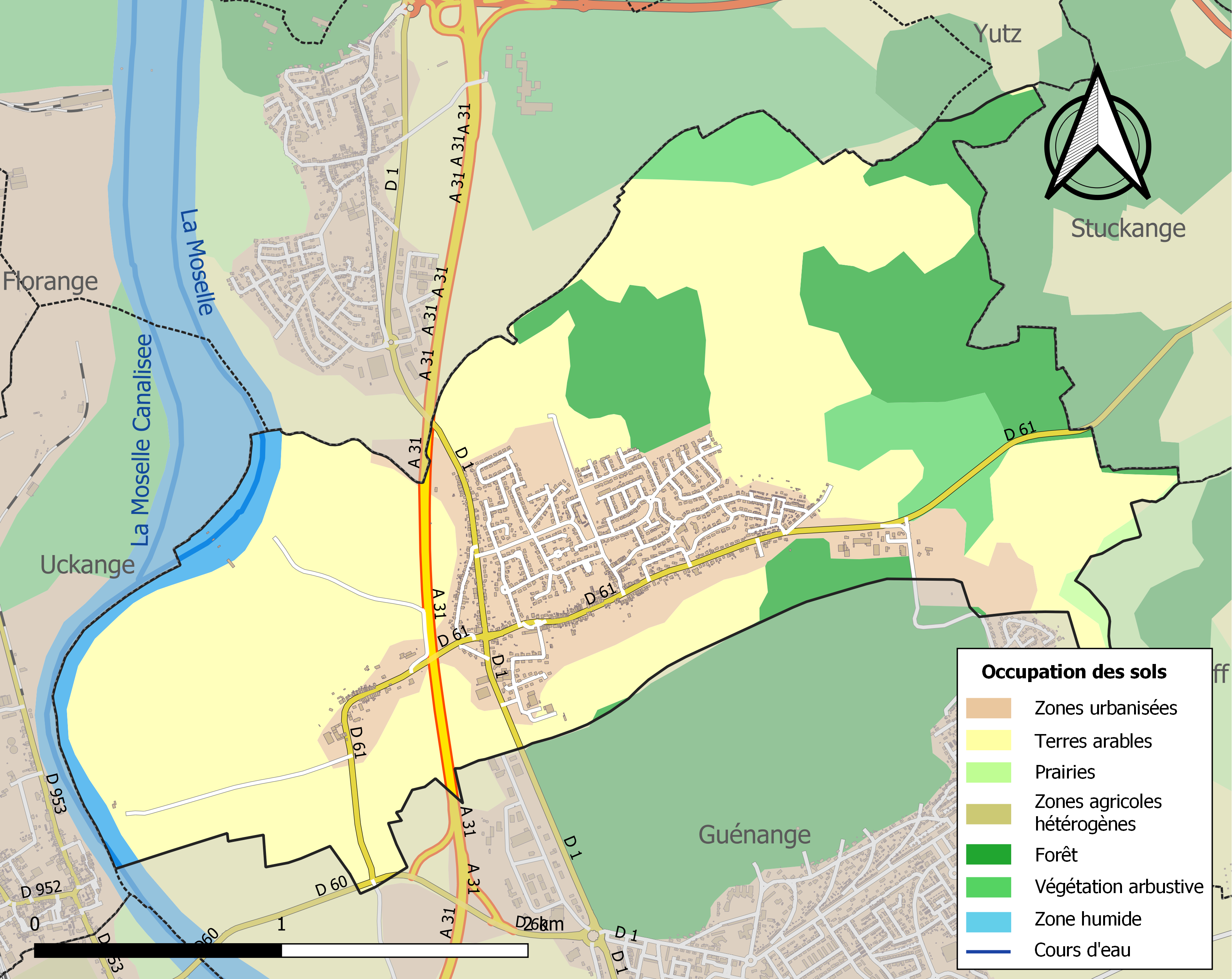
Carte des infrastructures et de l'occupation des sols de la commune en 2018 (CLC).

## Toponymie
- D'un nom de personne germanique Berto ou Berthar suivi du suffixe -ing francisé en -ange.
- Bertinerengas (848), Berthringen et Bertheingen (XIe siècle), Bertenges (1130), Berteringa (1131-1137), Bertingen (1157), Bertrenges (1222), Bertranges (1240), Berteranges (1241), Byrtryngin (1372), Birtringen (1479), Bertringa/Bertringe/Bortinga/Bertring/Bertinga (1544), Bertringen (1572)[17], Bertrange (1793), Bertringen (1871-1918), Bertrange (1919-1939), Bertringen (1940-1944), Bertrange (depuis 1945).
- En  allemand : Bertringen[17].
- En francique lorrain (Platt) : Bertréng[18] et Bertréngen[19].

## Histoire
Ancienne seigneurie luxembourgeoise qui avait le rang de seigneurie haute justicière. Sa juridiction seigneuriale s'étendait sur Bertringen (Bertrange), Himmeldingen (Imeldange), Guélange et en partie sur Terville et Guenange (Haute et Basse). Cette seigneurie devint Française en 1661.
En 788 un écrit de Lothaire, duc d'Austrasie, mentionne l’existence de la commune qui s’appelait alors Villa Bertingen.[réf. nécessaire]
Durant la guerre de Trente Ans, Bertrange fut pillée, incendiée, et ses habitants torturés par les Français et les Suédois.
Paroisse de l'archiprêtré de Thionville, qui avait pour annexes Immeldange, Illange et les chapelles de Saint-Hubert et de Saint-Laurent.
Depuis le 21 juillet 1945, Bertrange est parrainée par la ville de Vourles, qui a aidé Bertrange pendant la Seconde Guerre mondiale. Pour commémorer ce parrainage, qui dure depuis plus de 60 ans, Bertrange possède une rue de Vourles. Et la commune de Vourles a fait de même avec la rue de Bertrange. La première grande colline bordant le côté nord de la commune s'appelle le Waïnbierg, qui en Platt veut dire la colline du vin, voulant souligner le fait qu’il y avait des vignes dans les années 1930 jusqu'au début de la Seconde Guerre mondiale. La seconde colline, dont elle détient le plus haut point d’altitude du village, s'appelle la colline du Kampbierg, qui avant abritait le village d'Imeldange, qui fut rasé et reconstruit en bas de la colline, ce qui donna Bertrange-Imeldange.
En 2005, lors de l'aménagement d'une zone industrielle de 120 ha sur les communes de Bertrange et Illange, en bordure de la plaine alluviale de la Moselle, les fouilles ont permis de découvrir un site du Néolithique ancien (-5000).
Un ancien sobriquet désignant les habitants de la commune est Bertrénger Ëlëfanten, « les éléphants de Bertrange ».

## Héraldique
| Blason de Bertrange (Moselle) | Blason  | Burelé d'or et d'azur de dix pièces. |
| Blason de Bertrange (Moselle) | Détails |                                      |

## Politique et administration
| Période                                  | Période   | Identité        | Étiquette    | Qualité            |
| ---------------------------------------- | --------- | --------------- | ------------ | ------------------ |
| Les données manquantes sont à compléter. |           |                 |              |                    |
| mars 1959                                | juin 1995 | André Michaux   | DVD          | Agriculteur        |
| juin 1995                                | mars 2008 | Gérard Schadel  | SE           | Sidérurgiste       |
| mars 2008                                | mai 2020  | Guy Noël        | DVD puis UDI | Menuisier retraité |
| mai 2020                                 | En cours  | Jean-Luc Perrin | SE           | Agriculteur        |

## Démographie
L'évolution du nombre d'habitants est connue à travers les recensements de la population effectués dans la commune depuis 1793. Pour les communes de moins de 10 000 habitants, une enquête de recensement portant sur toute la population est réalisée tous les cinq ans, les populations de référence des années intermédiaires étant quant à elles estimées par interpolation ou extrapolation. Pour la commune, le premier recensement exhaustif entrant dans le cadre du nouveau dispositif a été réalisé en 2007.

En 2022, la commune comptait 2 900 habitants, en évolution de +6,34 % par rapport à 2016 (Moselle : +0,52 %, France hors Mayotte : +2,11 %).
| 1793 | 1800 | 1806 | 1821 | 1836 | 1841 | 1861 | 1866 | 1871 |
| ---- | ---- | ---- | ---- | ---- | ---- | ---- | ---- | ---- |
| 327  | 354  | 370  | 467  | 485  | 463  | 371  | 358  | 363  |

| 1875 | 1880 | 1885 | 1890 | 1895 | 1900 | 1905 | 1910 | 1921 |
| ---- | ---- | ---- | ---- | ---- | ---- | ---- | ---- | ---- |
| 368  | 344  | 317  | 318  | 344  | 345  | 399  | 401  | 348  |

| 1926 | 1931 | 1936 | 1946 | 1954 | 1962 | 1968  | 1975  | 1982  |
| ---- | ---- | ---- | ---- | ---- | ---- | ----- | ----- | ----- |
| 418  | 432  | 402  | 365  | 537  | 907  | 1 522 | 1 580 | 1 900 |

| 1990  | 1999  | 2006  | 2007  | 2012  | 2017  | 2022  | - | - |
| ----- | ----- | ----- | ----- | ----- | ----- | ----- | - | - |
| 1 900 | 1 994 | 2 196 | 2 224 | 2 733 | 2 691 | 2 900 | - | - |

## Culture locale et patrimoine

### Lieux et monuments

#### Édifices civils
- Vestiges préhistoriques et antiques
- Passage de la voie romaine.
- Château fort, situé rue de Vourles, époque de construction : quatrième quart du XIVe siècle (détruit) ; XVe siècle (détruit) ; XVIe siècle ; deuxième moitié du XVIIIe siècle. Le château est mentionné pour la première fois en 1377, il est alors la propriété des d’Autels. Tour XVe siècle, détruite en 1960. Pilier gauche du portail XVIe siècle seul vestige subsistant. À cette époque les d'Autels partagent le château avec les Faust de Stromberg. À la fin du XVIIe siècle, la seigneurie passe aux Vars de Vaucelle et aux Gestas de l’Esperoux qui le gardent jusqu’à la Révolution. Corps principal et dépendances reconstruits pendant la deuxième moitié du XVIIIe siècle, détruits vers 1960. Pendant tout le XIXe siècle, le château appartient au général et baron de l'Empire Antoine Joseph Bertrand.
- Château de la Sibérie, lieu-dit Imeldange, situé sur la route départementale 1, parties constituantes : ferme. Château reconstruit en 1846 par Charles Joseph Aubry, entrepreneur du génie à Metz, pour lui-même. Portail de la ferme attenante limite XIXe siècle XXe siècle élevé pour Antoine Deul, exploitant agricole allemand qui avait acheté l’ensemble en 1891. Le château, bombardé en 1944, a été rasé après la guerre.

#### Édifices religieux

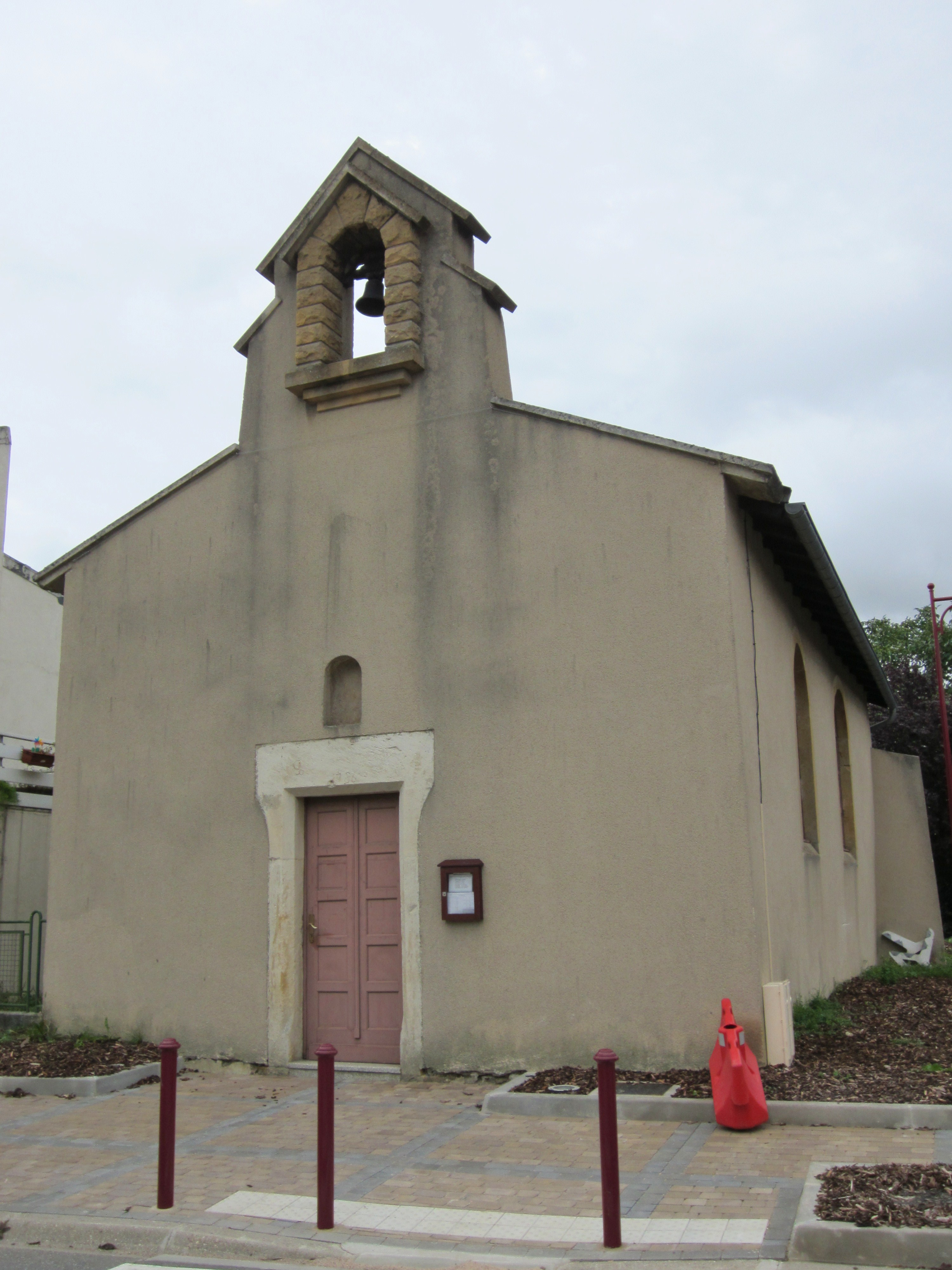
Chapelle Saint-Laurent d'Imeldange.

- Église paroissiale Saint-Rémy, parties constituantes : cimetière ; monument sépulcral ; ossuaire. Culots XVe siècle en remploi. Église construite en 1765, boiserie XVIIIe siècle ; deux bas-reliefs provenant d’un retable XVIe siècle : couronnement de la Vierge et saint Hubert à la chasse. Clocher réparé et flèche construite en 1820. Portail début premier quart du XXe siècle. Flèche reconstruite en 1903. Toitures refaites en 1904. Percement de deux oculi dans les pans nord et sud du chœur en 1911. Sacristie construite en 1920. Tribune construite en 1935. L’église de Bertrange a un style particulier, en effet, après avoir survécu au cours de la guerre, son clocher a été refait par un architecte bavarois, avec un style bavarois, ce qui attire quelques étrangers de temps en temps dans la commune.
- Chapelle Saint-Laurent, Saint-Athanas, lieu-dit Imeldange, située Grand’rue. Chapelle primitive, limite XVIe siècle XVIIe siècle, détruite. Reconstruite en 1786 (date portée par le linteau de la porte). Clocher mur, milieu XXe siècle, remplace la tour clocher au-dessus du chœur.
- Presbytère, situé rue de Vourles, construit limite XVIIIe siècle XIXe siècle ; avec pierre datée 1746 en remploi dans le mur de clôture prolongeant la façade latérale droite.
- Ancien ossuaire du XVIIe siècle inscrit au titre des monuments historiques par arrêté du 23 novembre 1987[27].

### Personnalités liées à la commune
- Antoine Joseph Bertrand (15 février 1767 Vireux-Molhain-18 mai 1835 Bertrange), général de brigade des armées de la République et de l’Empire, conseiller municipal et membre du conseil général de la Moselle.

## Pour approfondir